# Volksmarinedivision

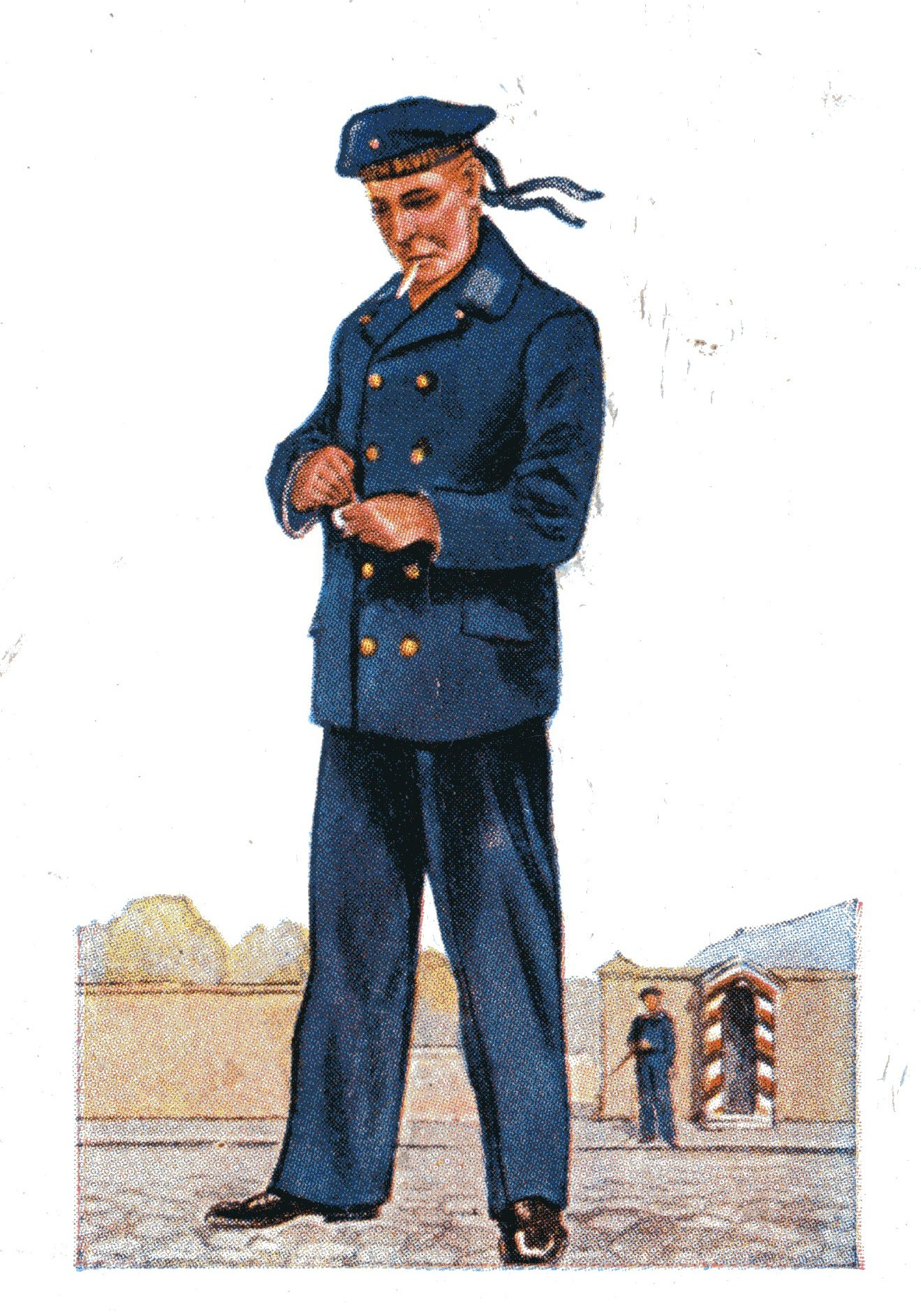
Matelot de la marine impériale, dessin vers 1910.

La Volksmarinedivision, terme traduit par division de la marine populaire, division de la marine du peuple ou division navale populaire, est une unité irrégulière de l'armée allemande formée pendant la révolution allemande de 1918-1919 par les marins mutinés de la flotte de Kiel, rejoints par d'autres éléments révolutionnaires. En novembre 1918, elle est appelée par le gouvernement provisoire pour défendre les nouvelles institutions. Elle occupe le palais impérial de Berlin et participe aux troubles politiques sous la république de Weimar avant d'être dissoute à l'issue de la grève générale de mars 1919. Il convient de ne pas la confondre avec la division de marine (de) allemande, unité d'infanterie de marine de la Première Guerre mondiale.

## Contexte

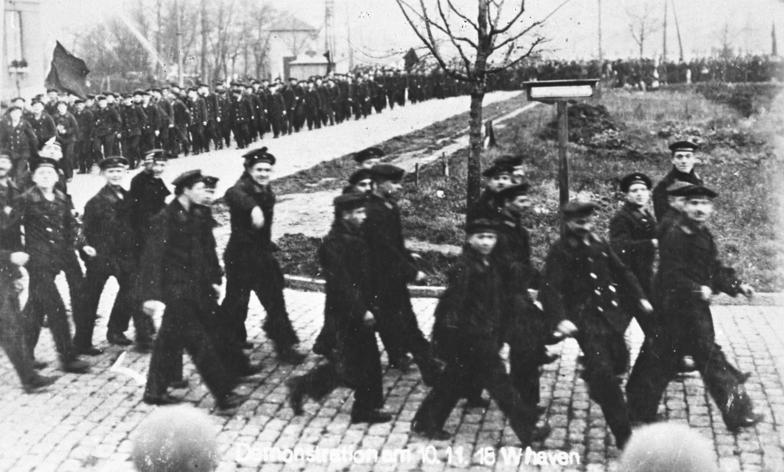
Manifestation des matelots à Wilhelmshaven le 10 novembre 1918

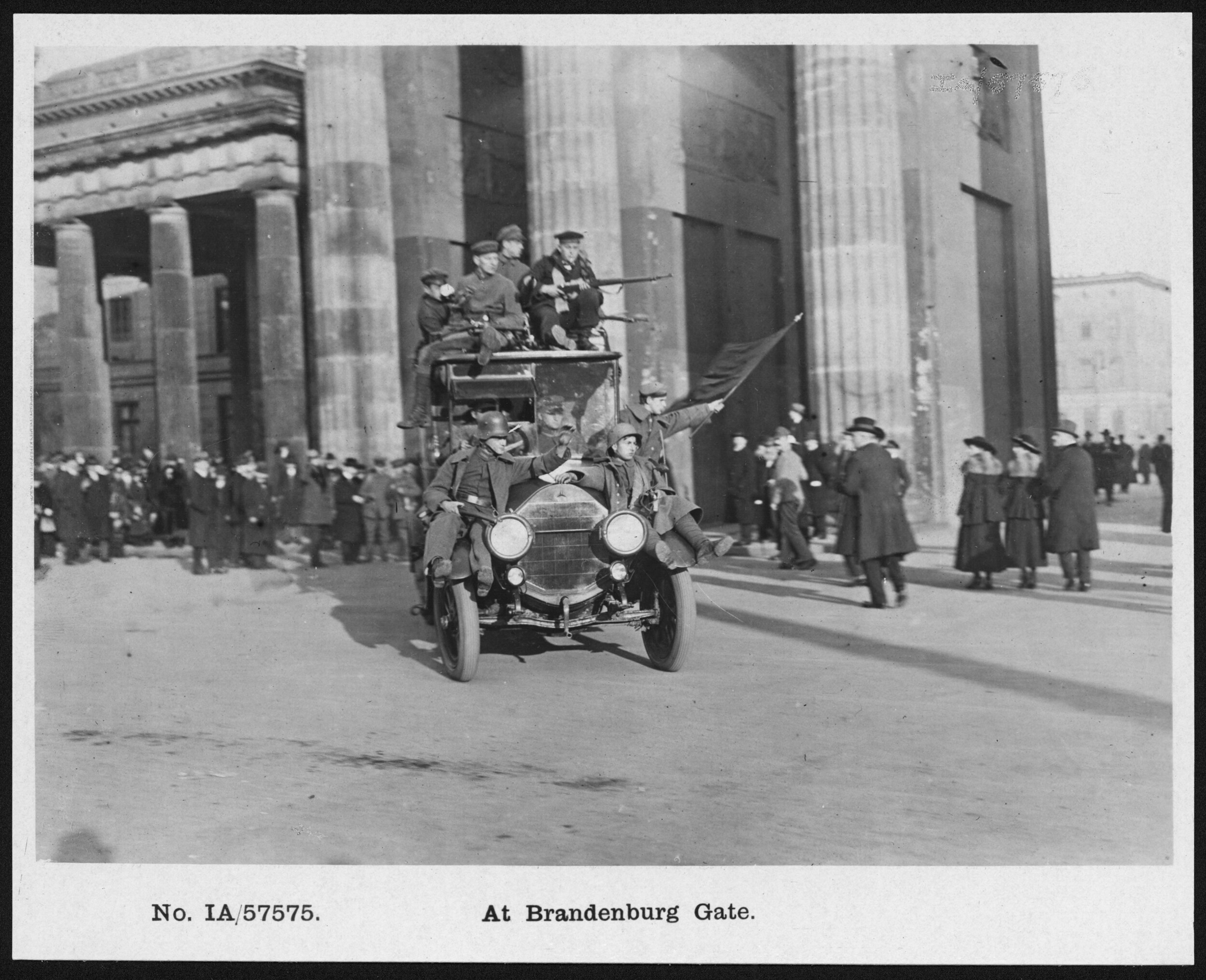
Soldats et marins en camion brandissant le drapeau rouge devant la porte de Brandebourg à Berlin, novembre 1918.

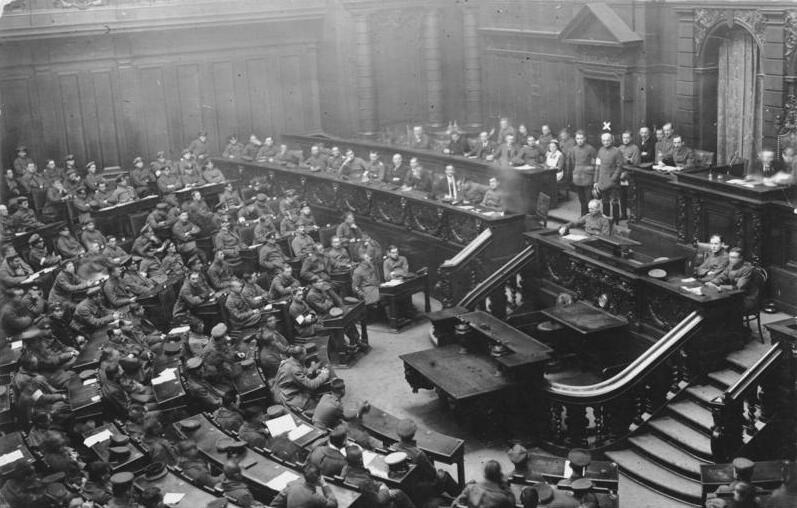
Congrès des soldats républicains au Reichstag, décembre 1918.

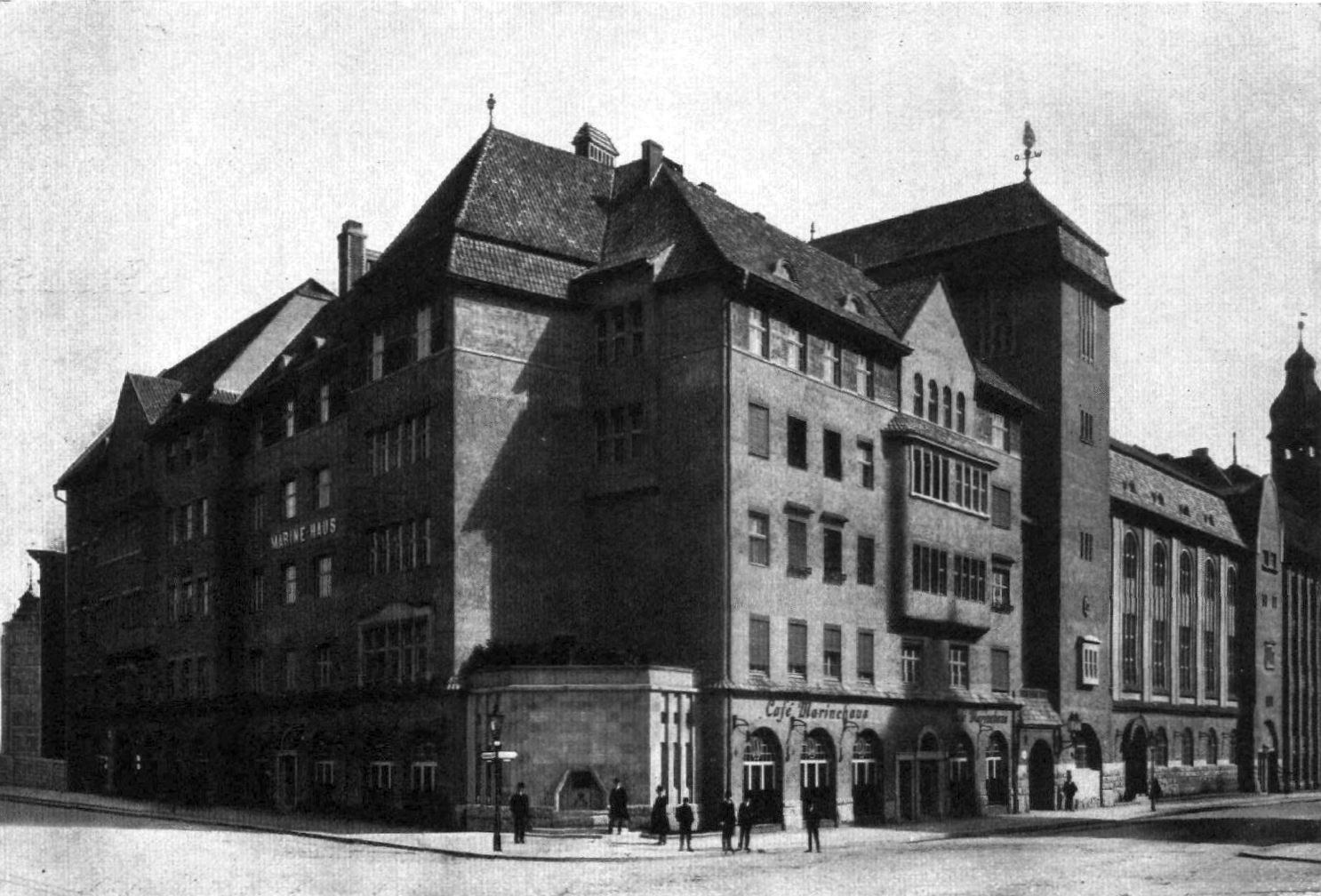
Marinehaus de Berlin en 1909.

Après la coûteuse bataille du Skagerrak (31 mai-1er juin 1916), la flotte de surface allemande ne fait plus que de rares sorties hors de ses ports, sachant qu'elle ne survivrait pas à une nouvelle confrontation avec la Royal Navy. L'inaction forcée s'accompagne d'une détérioration du moral des matelots et certains sont condamnés pour avoir critiqué le système impérial. Les officiers durcissent encore la discipline et, au moindre motif, injurient les matelots et les condamnent à des exercices épuisants. Les rapports entre supérieurs et marins sont tendus et à la limite de l'hostilité. Le journal clandestin de la Ligue spartakiste, socialiste et pacifiste, circule parmi les équipages. En août 1917, une mutinerie éclate à bord des cuirassés SMS Prinzregent Luitpold et SMS Friedrich der Große : elle est rapidement réprimée.
En octobre 1918, alors que l'armée allemande épuisée bat en retraite sur le front de l'Ouest, l'amiral Reinhard Scheer, commandant en chef de la marine impériale, décide une sortie de la flotte pour livrer une dernière grande bataille contre les Britanniques. La flotte de haute mer refuse cet ordre suicidaire et se mutine le 1er novembre. La mutinerie de Kiel s'étend rapidement aux autres unités de la marine, aux ouvriers et aux troupes stationnées sur place. Le premier conseil de marins rassemble 20 000 hommes. Les matelots arborent le drapeau rouge et arrêtent des officiers. L'amiral Wilhelm Souchon doit accepter les conditions des mutins : libération des matelots détenus, abolition du salut militaire , allègement du service. Le député social-démocrate Gustav Noske est nommé gouverneur de Kiel. Cependant, le mouvement insurrectionnel s'étend aux autres ports, puis aux villes et garnisons de l'intérieur.
La révolution du 9 novembre entraîne l'abdication et la fuite de l'empereur Guillaume II. La « République allemande » est proclamée. Le gouvernement provisoire, le Conseil des commissaires du peuple dominé par le Parti social-démocrate (SPD), présidé par Friedrich Ebert, met fin aux hostilités par l'armistice du 11 novembre 1918 mais est vite confronté à une agitation de l'extrême-gauche, représentée par la Ligue spartakiste et le Parti social-démocrate indépendant (USPD). Il cherche le soutien de l'armée. Le 17 novembre, Otto Wels, ministre de l'Intérieur de l'État libre de Prusse, crée un Corps des soldats républicains ( Republikanische Soldatenwehr), recruté parmi les éléments modérés de la social-démocratie, pour s'opposer aux spartakistes. Le 9 novembre, Ebert demande l'envoi à Berlin d'une force de 700 marins de la base de Cuxhaven pour protéger les nouvelles institutions. Cette « division de marine » passe rapidement de 700 à 1 800 hommes. Les éléments contre-révolutionnaires de l'armée s'organisent eux aussi : les 5 et 6 décembre, 2 000 militaires, principalement des sous-officiers de la division de tirailleurs de cavalerie de la Garde, défilent dans Berlin et se rassemblent devant la chancellerie du Reich pour demander à Ebert d'établir une dictature et de réprimer les spartakistes. Ils appellent à tuer Karl Liebknecht, chef de la Ligue spartakiste. Le soir même, des affrontements opposent la Ligue des soldats rouges à des mitrailleurs de la garnison de Berlin.
Le gouvernement Ebert réagit en faisant venir à Berlin une force de 10 divisions venues du front. Mais les soldats, gagnés par la propagande révolutionnaire, se débandent et refusent d'intervenir contre le mouvement populaire. Le 16 décembre, se réunit un congrès des conseils d'ouvriers et de soldats de toute l'Allemagne ; les sociaux-démocrates y sont largement majoritaires mais, malgré les appels d'Ebert, la masse des délégués refuse la restauration de l'ancien ordre militaire. Le lieutenant Heinrich Dorrenbach (de), de la division de marine, se fait le porte-parole de la garnison de Berlin. Le congrès vote les « sept points de Hambourg » : abolition des insignes de grade, du port de l'uniforme et de la discipline en dehors du service, des marques extérieures du respect, élection des officiers par les soldats et remise du commandement par les conseils de soldats. Les chefs de l'armée accueillent ce vote avec consternation. Cependant, le désordre des débats permet à Ebert de disperser le congrès sans être lié par ses décisions.

## Organisation à Berlin

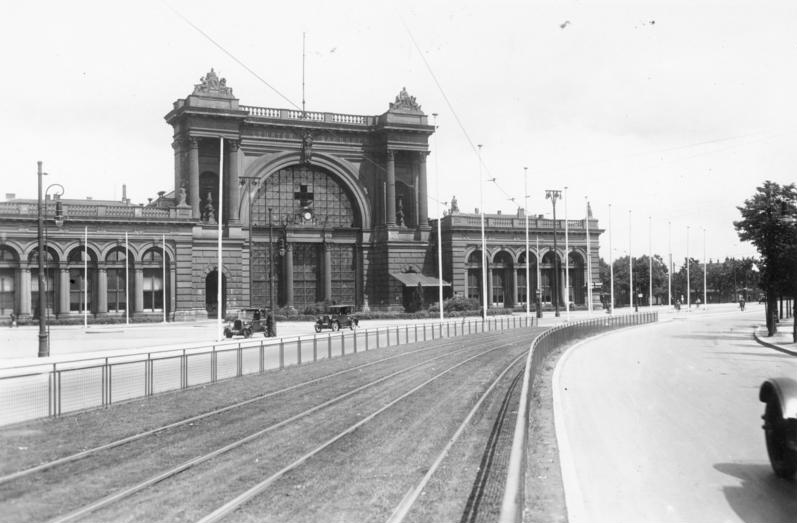
La gare de Lehrte à Berlin en 1929.

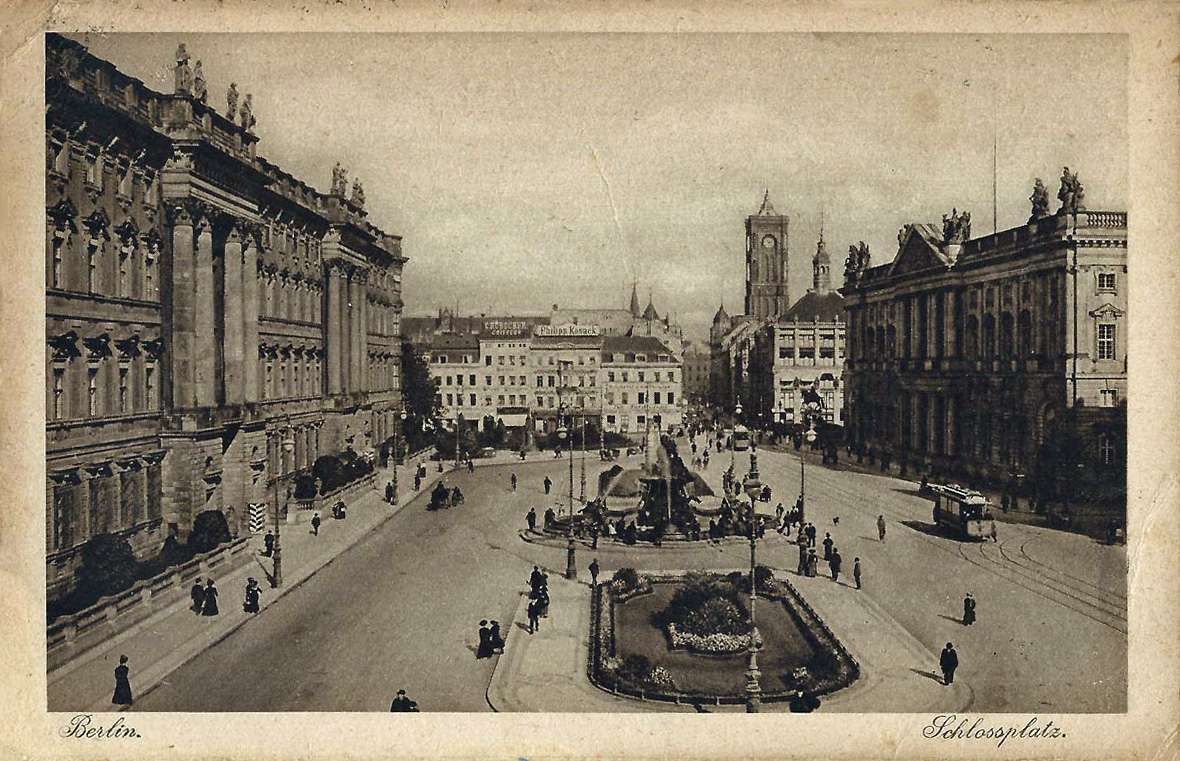
Palais impérial et Marstall de Berlin, carte postale de 1922.

La division est d'abord commandée par un officier d'aviation de marine, Paul Wieczorek (de), qui est assassiné le 13 novembre 1918 par un officier de marine. Il est remplacé par le syndicaliste Otto Tost (de), qui avait été un des meneurs de la grève de janvier 1918 avant d'être mobilisé dans la flotte de Cuxhaven puis par un officier monarchiste, Hermann von Wolff-Metternich, qui ne reste en poste que quelques jours et quitte ses fonctions après le « putsch » du 6 décembre, puis par Fritz Radtke. Le lieutenant Heinrich Dorrenbach fait figure de leader mais n'a jamais été commandant en titre.
L'effectif de cette unité a beaucoup varié au cours de son existence : de 600 hommes à l'origine, elle passe à 1 500 au 13 novembre, 3 200 à la fin de novembre, et redescend à 1 800 en décembre. Beaucoup de ses hommes n’appartenaient à aucun parti, les autres étaient affiliés au SPD, à l'USPD ou à la Ligue spartakiste. Elle comprend les unités suivantes :
- Commandement et services basés à la Maison de la Marine (Marinehaus (de)) ;
- 1er bataillon basé aux écuries du château impérial (Marstall (de)), chargé de garder la chancellerie du Reich, la Reichsbank, l'île aux Musées et le siège du groupe de presse Ullstein ;
- 2e bataillon basé au palais impérial de Berlin, veille sur la Chambre des représentants de Prusse et la Chambre des seigneurs de Prusse ;
- 3e bataillon basé à la gare de Lehrte à Berlin, affecté à la surveillance mobile de la ville et des gares.

## Combats de Noël

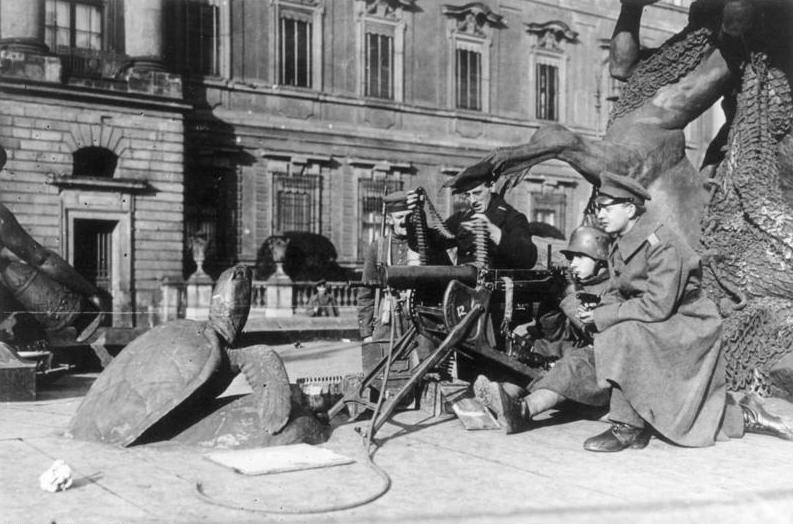
La division de marine en position devant le château de Berlin, novembre 1918.

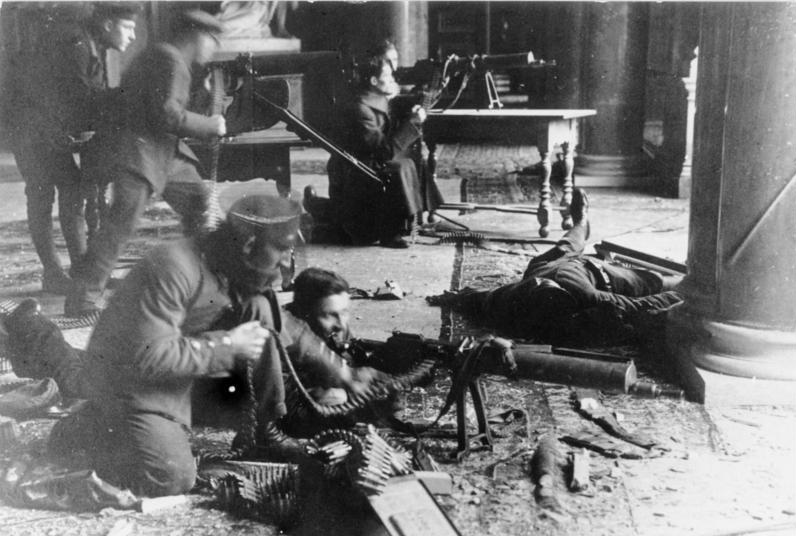
Combats dans le château de Berlin, 23-24 décembre 1918.

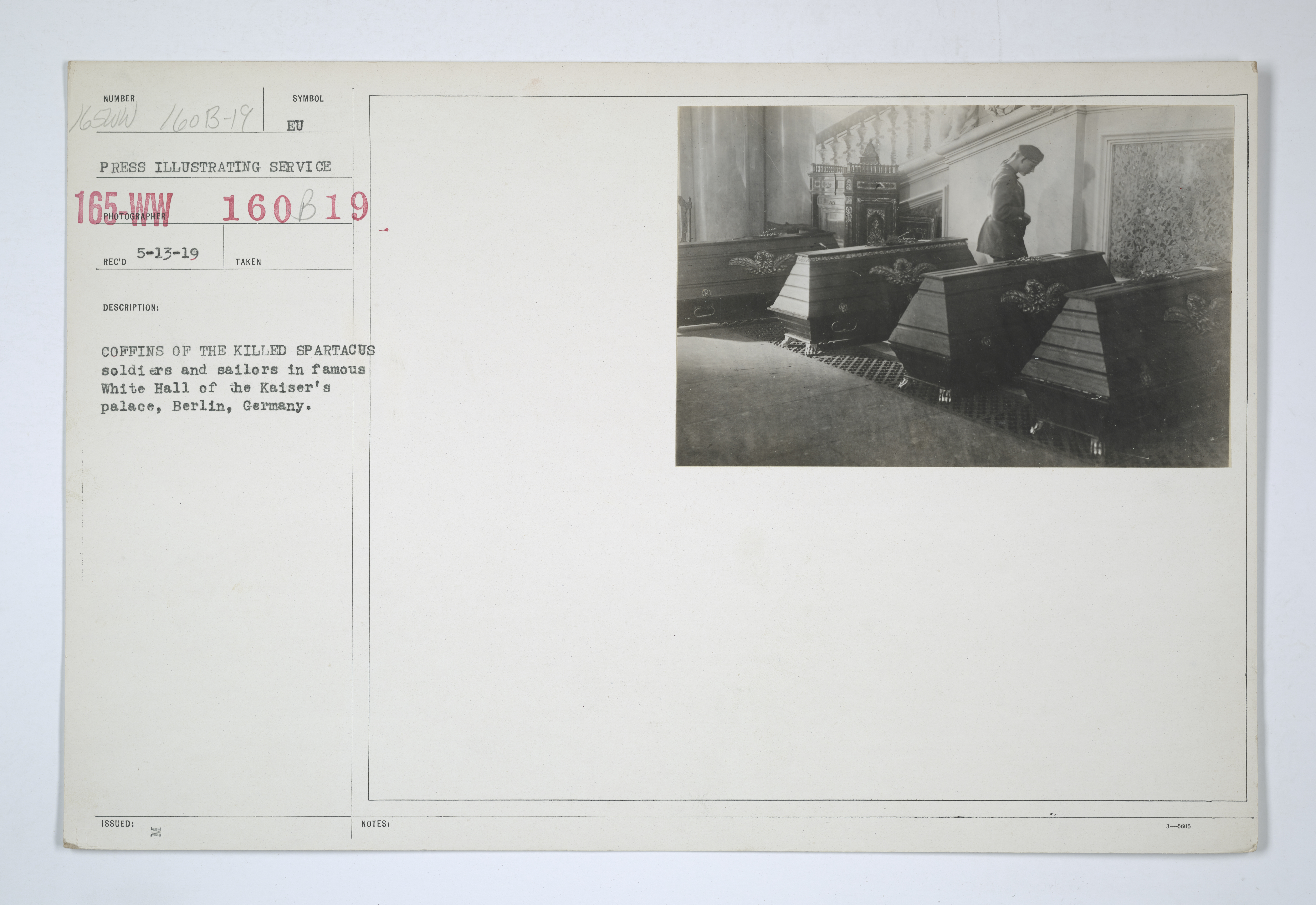
« Activités ennemies - Cercueils de soldats et marins spartakistes tués dans le célèbre salon blanc du palais impérial de Berlin », fiche du War Department américain, 1919.

La division de marine pose des problèmes croissants de discipline : des objets précieux sont pillés dans le palais. Les marins réclament le paiement de leur solde en retard et refusent d'évacuer le palais tant qu'ils n'auront pas reçu les 80 000 marks qui leur sont dus. Le ministre Otto Wels fait savoir qu'à partir du 1er janvier 1919, la solde ne sera plus payée qu'à 600 hommes. Le 23 décembre, les marins remettent les clés du château à Emil Barth (en), le seul socialiste USPD du gouvernement, et retiennent Wels et deux de ses adjoints prisonniers au Marstall. Puis les marins occupent le central téléphonique et bloquent les accès de la chancellerie, empêchant le gouvernement de communiquer avec l'extérieur. Ebert parvient à contacter des troupes fidèles par une ligne secrète.
L'état-major général, basé à Cassel, ordonne au général Arnold Lequis, chef de la division de tirailleurs de cavalerie de la Garde, de faire entrer ses troupes dans Berlin. Des coups de feu sont échangés près de l'université et deux soldats sont tués mais les deux camps parviennent à éviter l'affrontement général.
Le soir du 23, les négociations entre le gouvernement et les marins semblent sur le point d'aboutir mais le 24, entre 1h et 2h du matin, Fritz Radtke, commandant de la division de marine, fait savoir qu'il ne contrôle plus ses hommes et ne peut garantir la vie de Wels. Ebert et les autres commissaires présents ordonnent au général Heinrich Schëuch, ministre de la guerre, de délivrer Wels par tous les moyens. Vers 7h30, le général Lequis envoie un ultimatum aux marins, leur ordonnant de hisser le drapeau blanc et d'évacuer le palais et le Marstall dans les dix minutes : ce délai écoulé, il fait ouvrir le feu de l'artillerie et des mitrailleuses. La fusillade dure de 8h30 à 9h30. Des manifestants civils et des soldats du corps républicain se rassemblent autour du château pour s'opposer aux troupes de Lequis. Des femmes de la classe ouvrière entrent dans les rangs des soldats de Lequis pour les exhorter à arrêter le combat. Au total, les affrontements durent jusqu'à midi et font 11 morts parmi les marins, 56 parmi les troupes de la Garde.
Les marins évacuent le château, trop difficile à défendre, mais restent maîtres du Marstall. Le major Bodo von Harbou (de), représentant de l'état-major général, fait savoir à ses chefs qu'il n'est plus possible d'emporter la décision par la force. Le général Wilhelm Groener, chef d'état-major général, propose à Ebert d'évacuer son gouvernement à Cassel, ce que celui-ci refuse.

## Combats de mars et dissolution

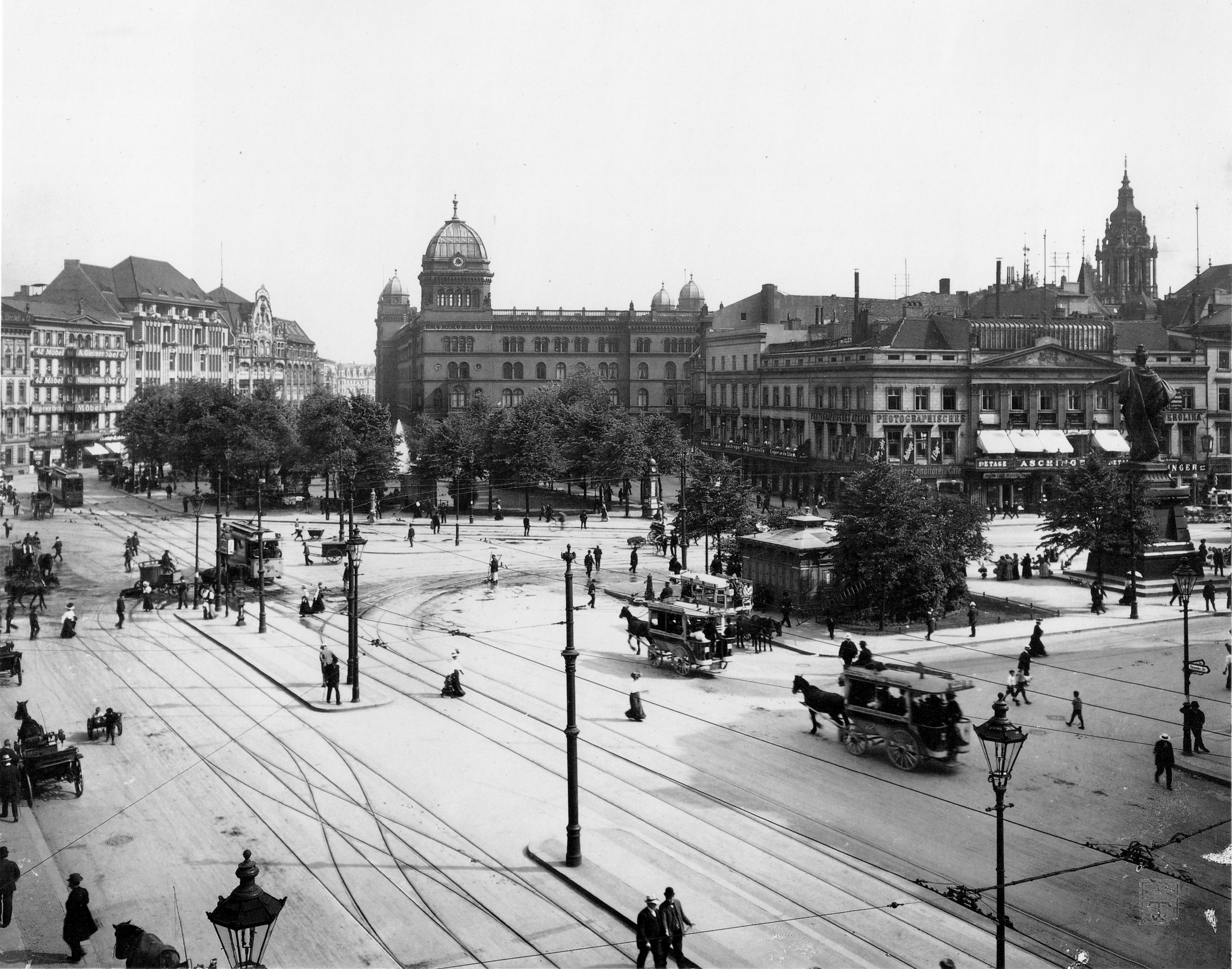
Alexanderplatz vers 1908.

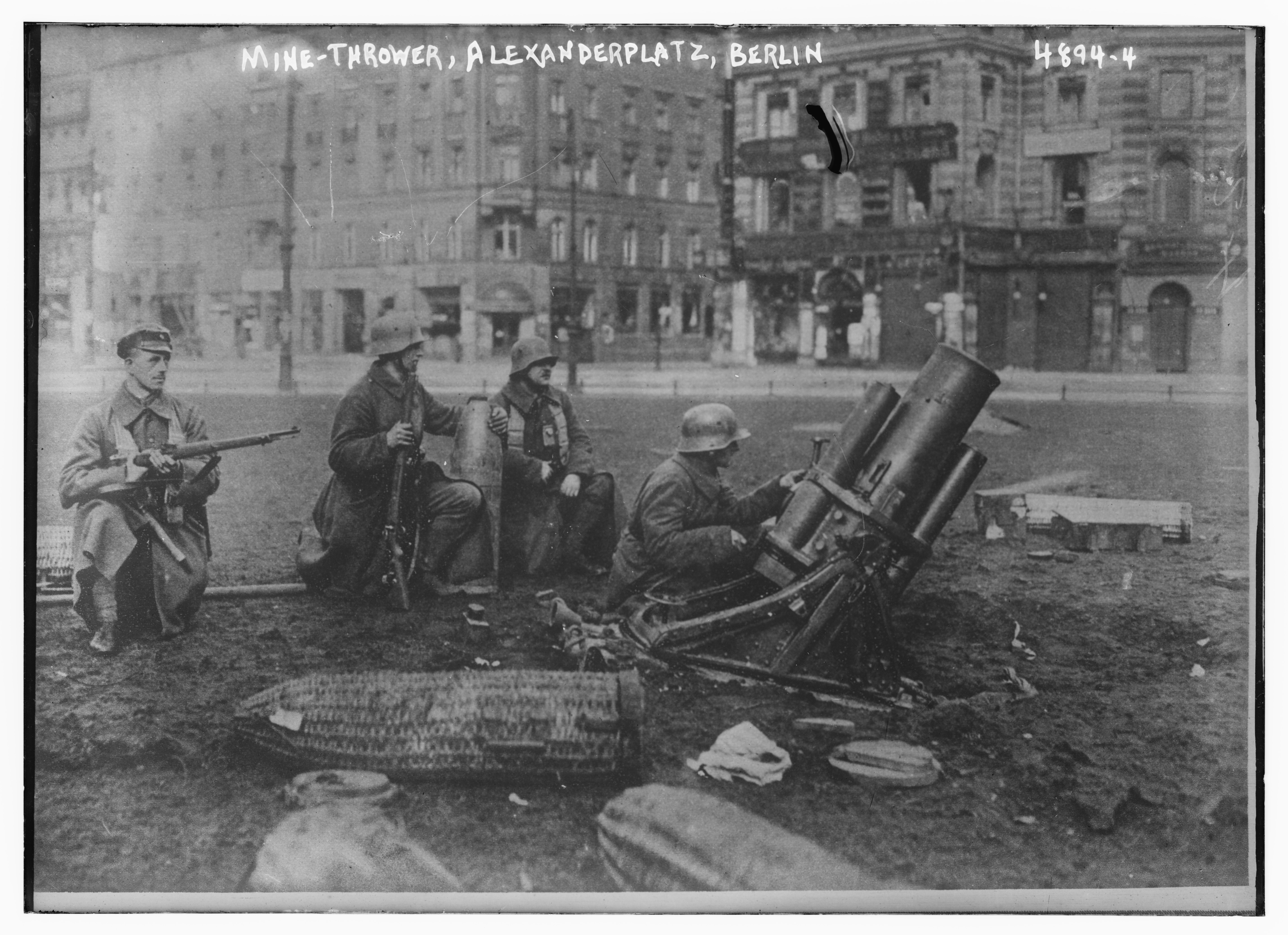
Tir de mortier sur Alexanderplatz, Berlin, 1919.

Les « combats de Noël » (« Weihnachtskämpfe ») viennent aggraver la rupture entre le SPD et l'USPD : les socialistes indépendants, partagés entre une aile gauche proche des spartakistes et une aile droite soutenant le gouvernement, veulent trouver des excuses aux marins mutinés, reprochent à Ebert de les avoir tenus à l'écart des négociations et d'avoir laissé les mains libres à des militaires réactionnaires. Le 25 décembre, les spartakistes occupent par la force les locaux du quotidien Vorwärts, le principal journal social-démocrate. L'USPD quitte alors la coalition gouvernementale et, le 4 janvier 1919, le gouvernement démet de ses fonctions Emil Eichhorn, préfet de police de Berlin et membre de l'aile gauche de l'USPD. Le gouvernement social-démocrate, ne pouvant plus compter sur les forces armées républicaines, doit s'appuyer de plus en plus sur les généraux monarchistes et les corps francs (Freikorps) d'extrême-droite pour faire face à la révolte spartakiste de Berlin en janvier 1919. Les spartakistes, isolés, sont écrasés par les corps francs qui assassinent Karl Liebknecht et Rosa Luxemburg. Après les événements de Noël, la division touche son arriéré de solde et, intégrée au Corps des soldats républicains, se tient en retrait de la vie politique. Contrairement aux attentes ou aux craintes des différents acteurs, elle reste pratiquement neutre pendant les événements de janvier 1919.
Cependant, une nouvelle vague de troubles éclate en février 1919 avec la grève des ouvriers de la Ruhr, qui s'étend, à partir du 24 février à l'Allemagne centrale. Le 28 février, l'assemblée des conseils ouvriers de Berlin propose de rejoindre la grève générale : les socialistes indépendants et les communistes y sont favorables mais les délégués sociaux-démocrates du comité exécutif parviennent à bloquer le processus. Le 3 mars, le Parti communiste, minoritaire, appelle à la grève. Les ouvriers de plusieurs grandes entreprises reprennent le mot d'ordre. Le gouvernement de Prusse proclame l'état d'urgence et des tirs opposent ouvriers et policiers.
Le matin du 4 mars, Noske fait entrer dans Berlin les corps francs du général Walther von Lüttwitz : l'affrontement sur la place Alexanderplatz tourne au massacre de manifestants. Le 5 mars, les marins repoussent une tentative des corps francs de s'emparer de la gare de Lehrte. Ils envoient une délégation pour demander à occuper la préfecture de police de Berlin et garantir sa sécurité mais le général von Lüttwitz refuse et un délégué des marins est abattu. Les marins prennent alors parti pour les grévistes, distribuent des armes à la foule et engagent le combat contre les corps francs. Le 6 mars, les troupes de von Lüttwitz, avec artillerie et blindés, prennent d'assaut le Marstall et le Marinehaus. Le Parti communiste, par tracts, appelle les ouvriers à refuser toute solidarité avec les marins qui ont trahi le mouvement révolutionnaire en janvier : « Entre eux et nous n'existe aucune solidarité politique ». Entre le 6 et le 10 mars, tandis que les syndicats votent la reprise du travail, les corps francs achèvent d'écraser le mouvement insurgé, fusillant entre 1 200 et 3 000 personnes. 29 marins sont capturés et exécutés à la mitrailleuse alors qu'ils se présentaient pour toucher leur solde. Les combats de mars (de) marquent la fin de la division de la marine populaire et du Corps des soldats républicains qui sont dissous.
La loi du 6 mars 1919 instaure une force armée nationale, la Reichswehr provisoire, qui intègre les forces contre-révolutionnaires des corps francs et des milices d'habitants (Einwohnerwehren). Les unités républicaines sont dissoutes ou intégrées dans des unités plus conservatrices.

## Fiction
- Roman : la trilogie Die Rote Matrosen (« Les Marins rouges », 1984) de l'écrivain allemand Klaus Kordon raconte la mutinerie de Kiel et l'engagement des marins dans la révolution berlinoise.
- Theodor Plievier, L'Empereur partit, les généraux restèrent, Plein Chant, Bassac 2021,  (ISBN 978-2-85452-356-0).

## Sources et bibliographie
- (de) Cet article est partiellement ou en totalité issu de l’article de Wikipédia en allemand intitulé « Volksmarinedivision » (voir la liste des auteurs) dans sa version du 9 juillet 2018.

- (de) Cet article est partiellement ou en totalité issu de l’article de Wikipédia en allemand intitulé « Weihnachtskämpfe » (voir la liste des auteurs) dans sa version du 16 janvier 2019.
- Pierre Broué, Révolution en Allemagne (1917-1923), Éditions de Minuit, 1971 (lire en ligne).
- Ruth Fischer, Stalin and German Communism : A Study in the Origins of the State Party, Harvard University, 1948 (lire en ligne).
- Chris Harman, La révolution allemande : 1918-1923, La Fabrique, 2015 ().
- Horst Möller, La République de Weimar, Tallandier, 2011.
- (de) Christoph Regulski, Lieber für die Ideale erschossen werden, als für die sogenannte Ehre fallen, Wiesbaden, marixverlag, 2014 [présentation en ligne].